# European Albums
European Albums – europejska wersja amerykańskiego notowania Billboard 200, stworzona przez właścicieli magazynu muzycznego Billboard w marcu 1984 roku. Cotygodniowa lista przedstawia sprzedaż płyt w 19 krajach europejskich.
Pierwszym numerem 1 był album Thriller Michaela Jacksona.

## Europejscy artyści, którzy zdobyli numer 1
| Państwo pochodzenia europejskiego artysty | Data pierwszego pojawienia się na miejscu 1 | Artysta                                           | Album                                               |
| ----------------------------------------- | ------------------------------------------- | ------------------------------------------------- | --------------------------------------------------- |
| Szwecja                                   | 14 marca 1987                               | Europe                                            | The Final Countdown                                 |
| Irlandia                                  | 4 kwietnia 1987                             | U2                                                | The Joshua Tree                                     |
| Wielka Brytania                           | 12 grudnia 1987                             | George Michael                                    | Faith                                               |
| Wielka Brytania                           | 9 stycznia 1988                             | Rick Astley                                       | Whenever You Need Somebody                          |
| Wielka Brytania                           | 21 maja 1988                                | Sade                                              | Stronger Than Pride                                 |
| Irlandia                                  | 22 października 1988                        | U2                                                | Rattle and Hum                                      |
| Wielka Brytania                           | 26 listopada 1988                           | Dire Straits                                      | Money for Nothing                                   |
| Wielka Brytania                           | 25 lutego 1989                              | Tanita Tikaram                                    | Ancient Heart                                       |
| Wielka Brytania                           | 11 marca 1989                               | Simply Red                                        | A New Flame                                         |
| Wielka Brytania                           | 27 maja 1989                                | Simple Minds                                      | Street Fighting Years                               |
| Wielka Brytania                           | 17 czerwca 1989                             | Queen                                             | The Miracle                                         |
| Wielka Brytania                           | 30 września 1989                            | Rolling Stones                                    | Steel Wheels                                        |
| Wielka Brytania                           | 9 grudnia 1989                              | Phil Collins                                      | …But Seriously                                      |
| Irlandia                                  | 14 kwietnia 1990                            | Sinéad O’Connor                                   | I Do Not Want What I Haven't Got                    |
|                                           | 2 listopada 1990                            | Różni Artyści                                     | Pretty Woman – Soundtrack                           |
| /                                         | 15 września 1990                            | Luciano Pavarotti, Plácido Domingo, José Carreras | In Concert                                          |
| Wielka Brytania                           | 1 grudnia 1990                              | Phil Collins                                      | Serious Hits... Live!                               |
| Wielka Brytania                           | 15 grudnia 1990                             | Elton John                                        | The Very Best of Elton John                         |
| Wielka Brytania                           | 16 lutego 1991                              | Sting                                             | The Soul Cages                                      |
| Wielka Brytania                           | 2 marca 1991                                | Queen                                             | Innuendo                                            |
| Wielka Brytania                           | 13 kwietnia 1991                            | Chris Rea                                         | Auberge                                             |
| Wielka Brytania                           | 20 kwietnia 1991                            | Eurythmics                                        | Greatest Hits                                       |
| Szwecja                                   | 15 czerwca 1991                             | Roxette                                           | Joyride                                             |
| Wielka Brytania                           | 5 października 1991                         | Dire Straits                                      | On Every Street                                     |
| Wielka Brytania                           | 7 grudnia 1991                              | Genesis                                           | We Can’t Dance                                      |
| Wielka Brytania                           | 11 stycznia 1992                            | Queen                                             | Greatest Hits II                                    |
| Wielka Brytania                           | 11 kwietnia 1992                            | Simply Red                                        | Stars                                               |
| Wielka Brytania                           | 18 lipca 1992                               | Elton John                                        | The One                                             |
| Szwecja                                   | 26 września 1992                            | Roxette                                           | Tourism                                             |
| Wielka Brytania                           | 24 października 1992                        | Peter Gabriel                                     | Us                                                  |
| Szwecja                                   | 21 listopada 1992                           | ABBA                                              | ABBA Gold: Greatest Hits                            |
| Wielka Brytania                           | 17 kwietnia 1993                            | Depeche Mode                                      | Songs of Faith and Devotion                         |
| Włochy                                    | 5 czerwca 1993                              | Eros Ramazzotti                                   | Tutte Storie                                        |
| Wielka Brytania                           | 12 czerwca 1993                             | Dire Straits                                      | On The Night                                        |
| /                                         | 19 czerwca 1993                             | 2 Unlimited                                       | No Limits!                                          |
| Irlandia                                  | 24 lipca 1993                               | U2                                                | Zooropa                                             |
| Szwecja                                   | 18 września 1993                            | 4 Non Blondes                                     | Bigger, Better, Faster, More!                       |
| Wielka Brytania                           | 2 listopada 1993                            | Pet Shop Boys                                     | Very                                                |
| Wielka Brytania                           | 4 grudnia 1993                              | Phil Collins                                      | Both Sides                                          |
| Wielka Brytania                           | 23 kwietnia 1994                            | Pink Floyd                                        | The Division Bell                                   |
| Wielka Brytania                           | 30 lipca 1994                               | Rolling Stones                                    | Voodoo Lounge                                       |
| Wielka Brytania                           | 10 września 1994                            | Wet Wet Wet                                       | End of Part One: Their Greatest Hits                |
| /                                         | 24 września 1994                            | Luciano Pavarotti, Plácido Domingo, José Carreras | Three Tennors In Concert 1994                       |
| Wielka Brytania                           | 7 stycznia 1995                             | The Beatles                                       | Live at the BBC                                     |
| Irlandia                                  | 28 stycznia 1995                            | The Cranberries                                   | No Need to Argue                                    |
| Wielka Brytania                           | 20 maja 1995                                | Take That                                         | Nobody Else                                         |
| Wielka Brytania                           | 24 czerwca 1995                             | Pink Floyd                                        | P·U·L·S·E                                           |
| Wielka Brytania                           | 28 października 1995                        | Simply Red                                        | Life                                                |
| Wielka Brytania                           | 25 listopada 1995                           | Queen                                             | Made in Heaven                                      |
| Wielka Brytania                           | 16 grudnia 1995                             | The Beatles                                       | Anthology 1                                         |
| Wielka Brytania                           | 10 lutego 1996                              | Oasis                                             | (What’s the Story) Morning Glory?                   |
| Wielka Brytania                           | 30 marca 1996                               | Sting                                             | Mercury Falling                                     |
| Wielka Brytania                           | 2 listopada 1996                            | Take That                                         | Greatest Hits                                       |
| Irlandia                                  | 18 maja 1996                                | The Cranberries                                   | To the Faithful Departed                            |
| Wielka Brytania                           | 2 listopada 1996                            | George Michael                                    | Greatest Hits                                       |
| Wielka Brytania                           | 1 czerwca 1996                              | Simply Red                                        | Older                                               |
| Wielka Brytania                           | 9 listopada 1996                            | Phil Collins                                      | Dance Into the Light                                |
| Wielka Brytania                           | 7 grudnia 1996                              | Spice Girls                                       | Spice                                               |
| Irlandia                                  | 22 marca 1997                               | U2                                                | Pop                                                 |
| Wielka Brytania                           | 3 maja 1997                                 | Depeche Mode                                      | Ultra                                               |
| Włochy                                    | 28 czerwca 1997                             | Andrea Bocelli                                    | Romanza                                             |
| Wielka Brytania                           | 19 lipca 1997                               | The Prodigy                                       | The Fat of the Land                                 |
| Wielka Brytania                           | 13 września 1997                            | Oasis                                             | Be Here Now                                         |
| Wielka Brytania                           | 11 października 1997                        | Elton John                                        | The Big Picture                                     |
| Wielka Brytania                           | 18 października 1997                        | Rolling Stones                                    | Bridges to Babylon                                  |
| Wielka Brytania                           | 8 listopada 1997                            | The Verve                                         | Urban Hymns                                         |
| Włochy                                    | 15 listopada 1997                           | Eros Ramazzotti                                   | Eros                                                |
| Wielka Brytania                           | 22 listopada 1997                           | Spice Girls                                       | Spiceworld                                          |
| Wielka Brytania                           | 23 maja 1998                                | Massive Attack                                    | Mezzanine                                           |
| Wielka Brytania                           | 6 czerwca 1998                              | Simply Red                                        | Blue                                                |
| Niemcy                                    | 18 lipca 1998                               | Modern Talking                                    | Back For Good                                       |
| Wielka Brytania                           | 3 października 1998                         | Manic Street Preachers                            | This Is My Truth Tell Me Yours                      |
| Wielka Brytania                           | 17 października 1998                        | Depeche Mode                                      | The Singles 86-98                                   |
| Wielka Brytania                           | 24 października 1998                        | Phil Collins                                      | Hits                                                |
| Irlandia                                  | 28 listopada 1998                           | U2                                                | The Best of 1980–1990                               |
| Wielka Brytania                           | 9 stycznia 1999                             | George Michael                                    | Ladies and Gentlemen: The Best of...                |
| Wielka Brytania                           | 10 kwietnia 1999                            | Blur                                              | 13                                                  |
| Włochy                                    | 17 kwietnia 1999                            | Andrea Bocelli                                    | Sogno                                               |
| Irlandia                                  | 8 maja 1999                                 | The Cranberries                                   | Bury the Hatchet                                    |
| Wielka Brytania                           | 3 lipca 1999                                | Jamiroquai                                        | Synkronized                                         |
| Wielka Brytania                           | 16 października 1999                        | Sting                                             | Brand New Day                                       |
| Wielka Brytania                           | 6 listopada 1999                            | Eurythmics                                        | Peace                                               |
| Irlandia                                  | 5 sierpnia 2000                             | The Corrs                                         | In Blue                                             |
| Wielka Brytania                           | 11 listopada 2000                           | Mark Knopfler                                     | Sailing to Philadelphia                             |
| Irlandia                                  | 18 listopada 2000                           | U2                                                | All That You Can’t Leave Behind                     |
| Wielka Brytania                           | 9 grudnia 2000                              | The Beatles                                       | 1                                                   |
| Wielka Brytania                           | 24 lutego 2001                              | Dido                                              | No Angel                                            |
| Wielka Brytania                           | 30 czerwca 2001                             | Radiohead                                         | Amnesiac                                            |
| Francja                                   | 30 czerwca 2001                             | Manu Chao                                         | Proxima Estacion: Esperanza                         |
| Wielka Brytania                           | 1 września 2001                             | Gorillaz                                          | Gorillaz                                            |
| Islandia                                  | 15 września 2001                            | Björk                                             | Vespertine                                          |
| Wielka Brytania                           | 22 września 2001                            | Jamiroquai                                        | A Funk Odyssey                                      |
| Wielka Brytania                           | 1 grudnia 2001                              | Pink Floyd                                        | Echoes: The Best of...                              |
| Wielka Brytania                           | 8 grudnia 2001                              | Robbie Williams                                   | Swing When You're Winning                           |
| Wielka Brytania                           | 14 września 2002                            | Coldplay                                          | A Rush of Blood To The Head                         |
| Wielka Brytania                           | 9 listopada 2002                            | Rolling Stones                                    | Forty Licks                                         |
| Wielka Brytania                           | 11 października 2002                        | Sting                                             | Sacred Love                                         |
| Irlandia                                  | 23 listopada 2002                           | U2                                                | The Best of 1990–2000                               |
| Wielka Brytania                           | 7 grudnia 2002                              | Robbie Williams                                   | Escapology                                          |
| Wielka Brytania                           | 1 marca 2003                                | Massive Attack                                    | 100th Window                                        |
| Wielka Brytania                           | 27 września 2003                            | Iron Maiden                                       | Dance of Death                                      |
| Wielka Brytania                           | 4 października 2003                         | David Bowie                                       | Reality                                             |
| Wielka Brytania                           | 11 października 2003                        | Sting                                             | Sacred Love                                         |
| Wielka Brytania                           | 18 października 2003                        | Dido                                              | Life For Rent                                       |
| Francja                                   | 14 lutego 2004                              | Air                                               | Talkie Walkie                                       |
| Wielka Brytania                           | 3 kwietnia 2004                             | George Michael                                    | Patience                                            |
| Finlandia                                 | 10 kwietnia 2004                            | Nightwish                                         | Once                                                |
| Wielka Brytania                           | 17 lipca 2004                               | The Cure                                          | The Cure                                            |
| Islandia                                  | 18 września 2004                            | Björk                                             | Medúlla                                             |
| Niemcy                                    | 16 października 2004                        | Rammstein                                         | Reise, Reise                                        |
| Wielka Brytania                           | 6 listopada 2004                            | Robbie Williams                                   | Greatest Hits                                       |
| Irlandia                                  | 11 grudnia 2004                             | U2                                                | How To Dismantle An Atomic Bomb                     |
| Wielka Brytania                           | 11 czerwca 2005                             | Gorillaz                                          | Demon Days                                          |
| Wielka Brytania                           | 25 czerwca 2005                             | Coldplay                                          | X & Y                                               |
| Wielka Brytania                           | 24 września 2005                            | Rolling Stones                                    | A Bigger Bang                                       |
| Wielka Brytania                           | 22 października 2005                        | Franz Ferdinand                                   | You Could Have It So Much Better                    |
| Wielka Brytania                           | 29 października 2005                        | James Blunt                                       | Back to Bedlam                                      |
| Wielka Brytania                           | 5 listopada 2005                            | Depeche Mode                                      | Playing The Angel                                   |
| Wielka Brytania                           | 12 grudnia 2005                             | Robbie Williams                                   | Intensive Care                                      |
| Wielka Brytania                           | 25 marca 2006                               | David Gilmour                                     | On An Island                                        |
| Wielka Brytania                           | 1 kwietnia 2006                             | Placebo                                           | Meds                                                |
| Wielka Brytania                           | 1 lipca 2006                                | Keane                                             | Under the Iron Sea                                  |
| Wielka Brytania                           | 22 lipca 2006                               | Muse                                              | Black Holes and Revelations                         |
| Wielka Brytania                           | 16 września 2006                            | Iron Maiden                                       | A Matter of Life and Death                          |
| Wielka Brytania                           | 11 listopada 2006                           | Robbie Williams                                   | Rudebox                                             |
| Wielka Brytania                           | 2 grudnia 2006                              | George Michael and Wham!                          | 25                                                  |
| Wielka Brytania                           | 9 grudnia 2006                              | The Beatles                                       | Love                                                |
| ()                                        | 3 lutego 2007                               | Carla Bruni                                       | No Promises                                         |
| Wielka Brytania                           | 11 sierpnia 2007                            | Mika                                              | Life in Cartoon Motion                              |
| Francja                                   | 22 września 2007                            | Manu Chao                                         | La Radiolina                                        |
| Wielka Brytania                           | 6 października 2007                         | James Blunt                                       | All The Lost Souls                                  |
| Wielka Brytania                           | 10 listopada 2007                           | Katie Melua                                       | Pictures                                            |
| Wielka Brytania                           | 29 grudnia 2007                             | Led Zeppelin                                      | Mothership                                          |
| Wielka Brytania                           | 5 stycznia 2008                             | Amy Winehouse                                     | Back to Black                                       |
| Wielka Brytania                           | 26 kwietnia 2008                            | Duffy                                             | Rockferry                                           |
| Wielka Brytania                           | 5 lipca 2008                                | Coldplay                                          | Viva la Vida or Death and All His Friends           |
| Wielka Brytania                           | 6 grudnia 2008                              | Dido                                              | Safe Trip Home                                      |
| Wielka Brytania                           | 7 lutego 2009                               | Antony and the Johnsons                           | The Crying Light                                    |
| Wielka Brytania                           | 14 marca 2009                               | The Prodigy                                       | Invaders Must Die                                   |
| Irlandia                                  | 21 marca 2009                               | U2                                                | No Line on the Horizon                              |
| Wielka Brytania                           | 9 maja 2009                                 | Depeche Mode                                      | Sounds of the Universe                              |
| Wielka Brytania                           | 27 czerwca 2009                             | Placebo                                           | Battle for the Sun                                  |
| Wielka Brytania                           | 12 września 2009                            | Arctic Monkeys                                    | Humbug                                              |
| Francja                                   | 26 września 2009                            | David Guetta                                      | One Love                                            |
| Wielka Brytania                           | 3 października 2009                         | Muse                                              | The Resistance                                      |
| Niemcy                                    | 7 listopada 2009                            | Rammstein                                         | Liebe ist für alle da                               |
| Wielka Brytania                           | 5 grudnia 2009                              | Robbie Williams                                   | Reality Killed the Video Star                       |
| Wielka Brytania                           | 19 grudnia 2009                             | Susan Boyle                                       | I Dreamed a Dream                                   |
| Wielka Brytania                           | 27 marca 2010                               | Gorillaz                                          | Plastic Beach                                       |
| Wielka Brytania                           | 3 kwietnia 2010                             | Amy Macdonald                                     | A Curious Thing                                     |
| Wielka Brytania                           | 12 czerwca 2010                             | Katie Melua                                       | The House                                           |
| Wielka Brytania                           | 4 września 2010                             | Iron Maiden                                       | The Final Frontier                                  |
| Wielka Brytania                           | 9 października 2010                         | Phil Collins                                      | Going Back                                          |
| Wielka Brytania                           | 30 października 2010                        | Robbie Williams                                   | In And Out Of Conciousness: Greatest Hits 1990-2010 |
| Wielka Brytania                           | 11 grudnia 2010                             | Take That                                         | Progress                                            |